# Mammern
Mammern, schweizerdeutsch Mammere, ist eine Ortschaft und eine politische Gemeinde im Bezirk Frauenfeld des Kantons Thurgau in der Schweiz.
1803 bis 1992 war die Ortsgemeinde Mammern Teil der Munizipalgemeinde Steckborn. 1993 wurde die Ortsgemeinde Mammern von der Munizipalgemeinde Steckborn abgetrennt und in die Politische Gemeinde Mammern umgewandelt.

## Geographie
Mammern liegt am Südufer des Untersee, in dem die Grenze zwischen Deutschland und der Schweiz verläuft, 4 Kilometer östlich von Stein am Rhein. Mammern wird von der Hauptstrasse Schaffhausen–Rorschach erschlossen und hat einen Bahnhof an der Seelinie.

## Geschichte
Mammern war schon in der Jungsteinzeit besiedelt, es fanden sich prähistorische Pfahlbauten im Gewann «Langhorn». Die Fundstelle ist seit 2011 Bestandteil des UNESCO-Weltkulturerbes Prähistorische Pfahlbauten um die Alpen. Des Weiteren finden sich Siedlungsspuren der Kelten.

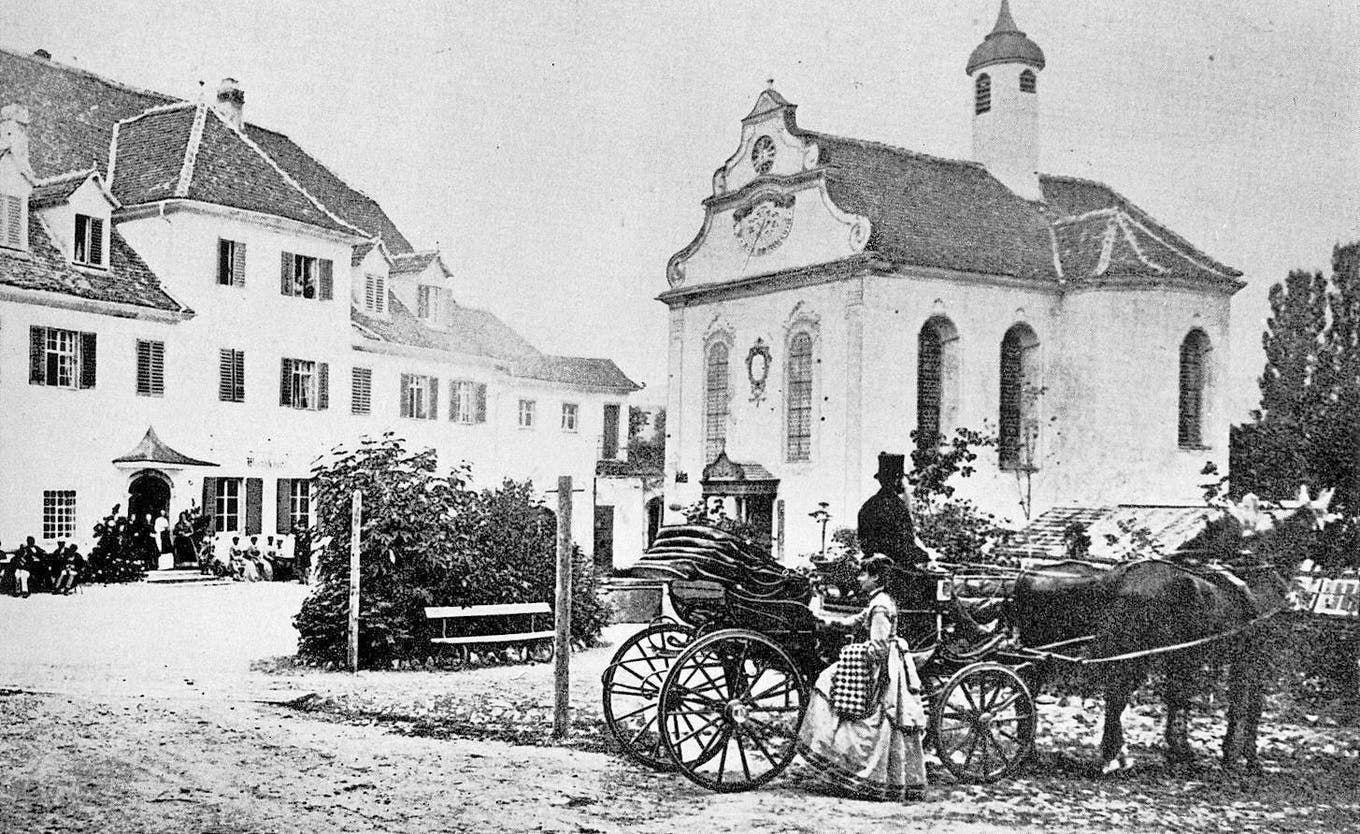
Ankunft von Kurgästen mit der Kutsche im Schlosshof von Mammern, 1866

Erstmals urkundlich erwähnt wurde es als Manburon im Jahre 909. In diesem Jahr erwarb das Kloster St. Gallen Güter und beherrschte ab dem 12. Jahrhundert Mammern und Neuburg oberhalb des Dorfes. 1319 erhielten die Herren von Kastell bei Tägerwilen die Herrschaft Mammern vom Kloster St. Gallen zu Lehen. Sie waren gleichzeitig die Besitzer der Neuburg. 1319 belehnte St. Gallen die Familien von Kastell mit den beiden Gerichtsherrschaften, 1389 Johann von Ebratsweiler, 1405 Konrad von Bonstetten, 1411 Heinrich von Ulm und 1451 von Hohenlandenberg. 1522 kaufte Hans Leonhard von Reischach die Gerichtsherrschaften, die danach mehrfach den Besitzer wechselten. Der Vogt oder der Gerichtsherr leitete die Dorfversammlungen. Eine Offnung datiert aus dem Jahr 1574.
In den zwanziger Jahren des 17. Jahrhunderts erneuerten die damaligen Lehensherrn, die Brüder Johann Peter (Landammann in Uri) und Karl Emmanuel von Roll (Landvogt im Thurgau) das Schloss, welches 1687 in den Besitz des Klosters Rheinau (ZH) überging. 1667 hatte der thurgauische Landschreiber Wolf Rudolf Reding die Herrschaft Mammern noch für 20 Jahre in Pacht, verkaufte seine Rechte jedoch – da unrentabel – an das Stift Rheinau. Nachdem die Abtei Rheinau 1799 durch die Folgen der Französischen Revolution aufgehoben wurde, folgte eine Periode des Besitzerwechsels. 1866 kaufte der Arzt Dr. Freuler das Schloss und richtete darin eine Privatklinik ein, deren Nachfolgeinstitution noch heute besteht.

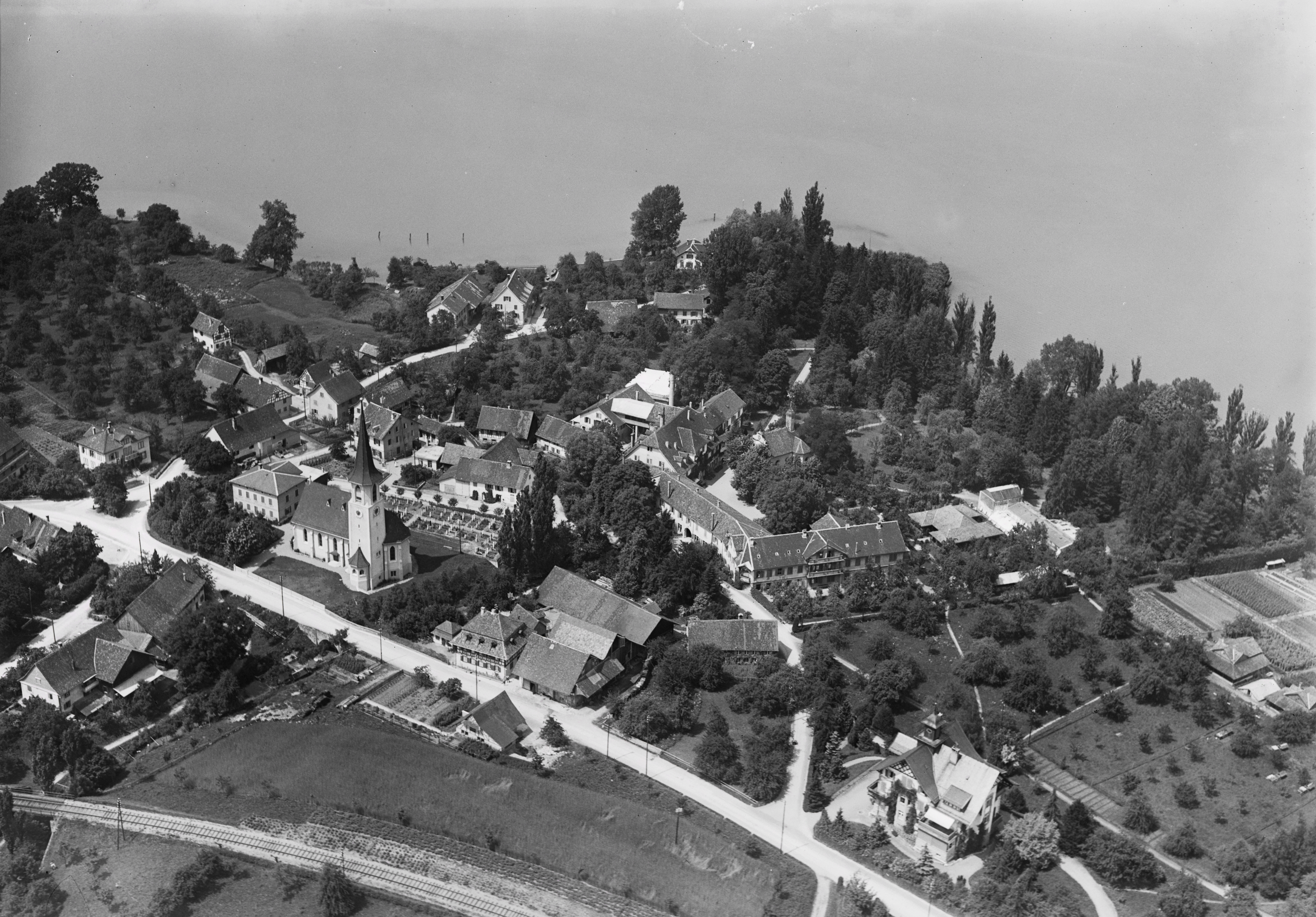
Mammern im Jahr 1919

Vor 1275 stiftete die Abtei St. Gallen die Kirche und übertrug deren Kollatur dem Gerichtsherrn. 1838 ging sie an den Kanton Thurgau, 1843 an die Kirchgemeinde. Die Reformation wurde 1529 eingeführt. St. Gallen förderte die Gegenreformation durch Belehnung an katholische Gerichtsherren. 1749 liess der Abt des Klosters Rheinau Bernhard Rusconi eine barocke Schlosskapelle errichten. Nach dem Brand der Simultankirche 1909 wurde 1911 die reformierte und 1913 die katholische Kirche eingeweiht.
Mammern war von Forst-, Acker- und Rebbau sowie von der Vieh- und Milchwirtschaft geprägt. Weitere Erwerbszweige waren die Fischerei, Tavernen, Mühlen, eine Ziegelhütte und eine Kalkbrennerei. 1878 bis 1940 bestand eine Möbelfurnier- und um 1910 eine Streichholzfabrik. Die 1865 als Wasserheilanstalt gegründete Klinik Schloss Mammern wurde 1889 von Oscar Ullmann übernommen. Die Klinik spezialisierte sich u. a. auf die Rehabilitation von Patienten mit Kreislauf- und Stoffwechselkrankheiten. 2005 stellte der dritte Wirtschaftssektor mehr als vier Fünftel der Arbeitsplätze in der Gemeinde.

## Wappen
Blasonierung: Geteilt von schreitendem roten Löwen in Weiss und gewelltem blauem Feld.
Nachdem die Ortsgemeinde Mammern 1993 zur politischen Gemeinde erklärt worden war, blieb das Wappen unverändert in Gebrauch.

## Bevölkerung
| Hier fehlt eine Grafik, die leider im Moment aus technischen Gründen nicht angezeigt werden kann. Wir arbeiten daran! |

| Jahr      | 1850 | 1900 | 1950 | 1980 | 1990 | 2000 | 2010 | 2018 | 2023 |
| Einwohner | 322  | 398  | 401  | 392  | 484  | 533  | 584  | 651  | 686  |

Von den insgesamt 686 Einwohnern der Gemeinde Mammern am 31. Dezember 2023 waren 201 bzw. 29,3 % ausländische Staatsbürger. 205 (29,9 %) waren evangelisch-reformiert und 197 (28,7 %) römisch-katholisch.

## Wirtschaft
Im Jahr 2016 bot Mammern 324 Personen Arbeit (umgerechnet auf Vollzeitstellen). Davon waren 8,5 % in der Land- und Forstwirtschaft, 2,3 % in Industrie, Gewerbe und Bau sowie 89,2 % im Dienstleistungssektor tätig.

## Sehenswürdigkeiten
Mammern und das Eschenzer Becken sind im Inventar der schützenswerten Ortsbilder der Schweiz aufgeführt.
- Die 1750 eingeweihte barocke Schlosskapelle, die vom Vorarlberger Architekten Johann Michael Beer (1696–1780) entworfen wurde. Das Innere wurde hauptsächlich durch den Kemptener Maler Franz Ludwig Hermann (1723–1791) gestaltet.
- Die Wallfahrtskapelle Sieben Schmerzen Mariä in Klingenzell.
- Die Ruinen der Neuburg, der einstmals grössten Burg am Untersee.

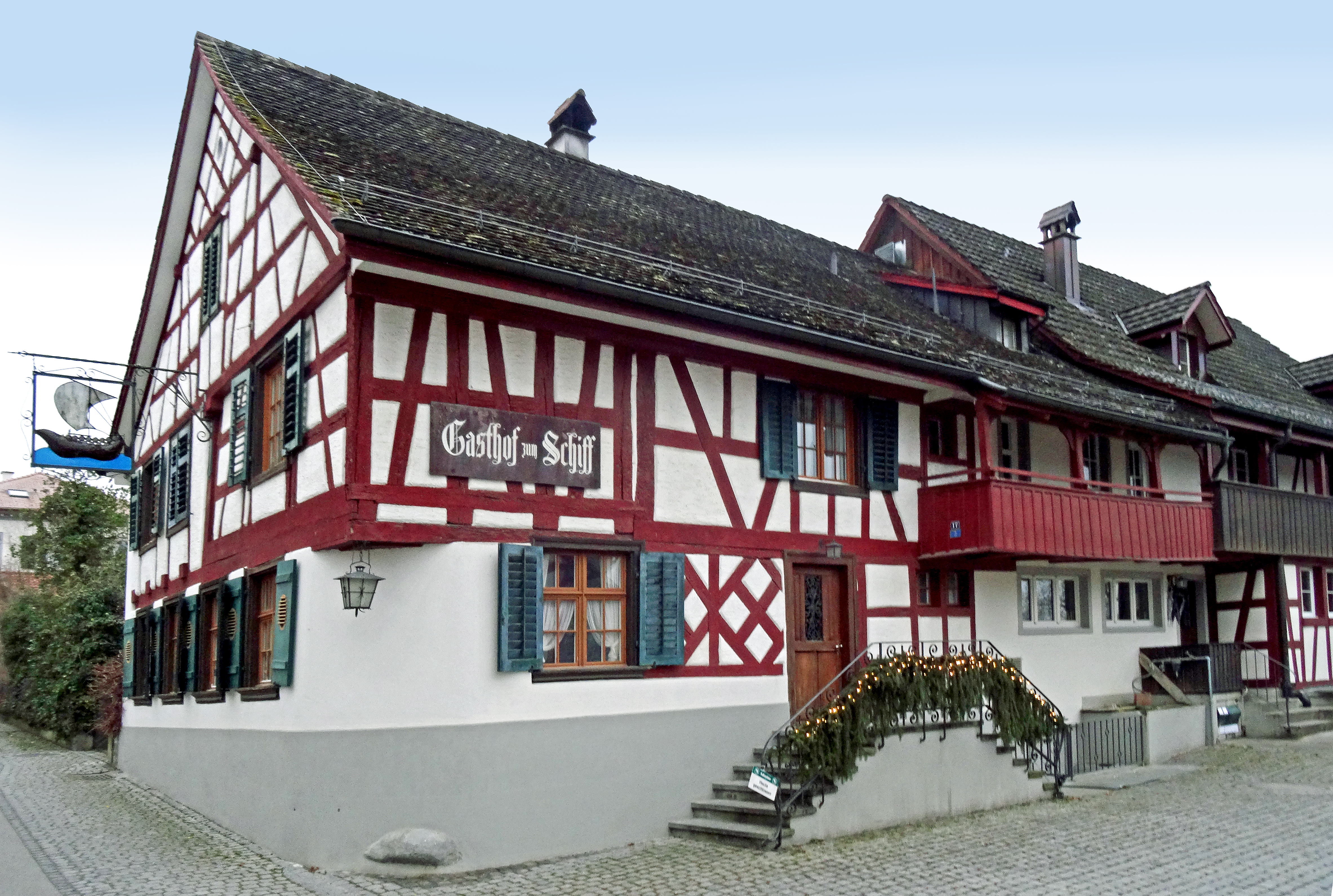
Gasthof zum Schiff
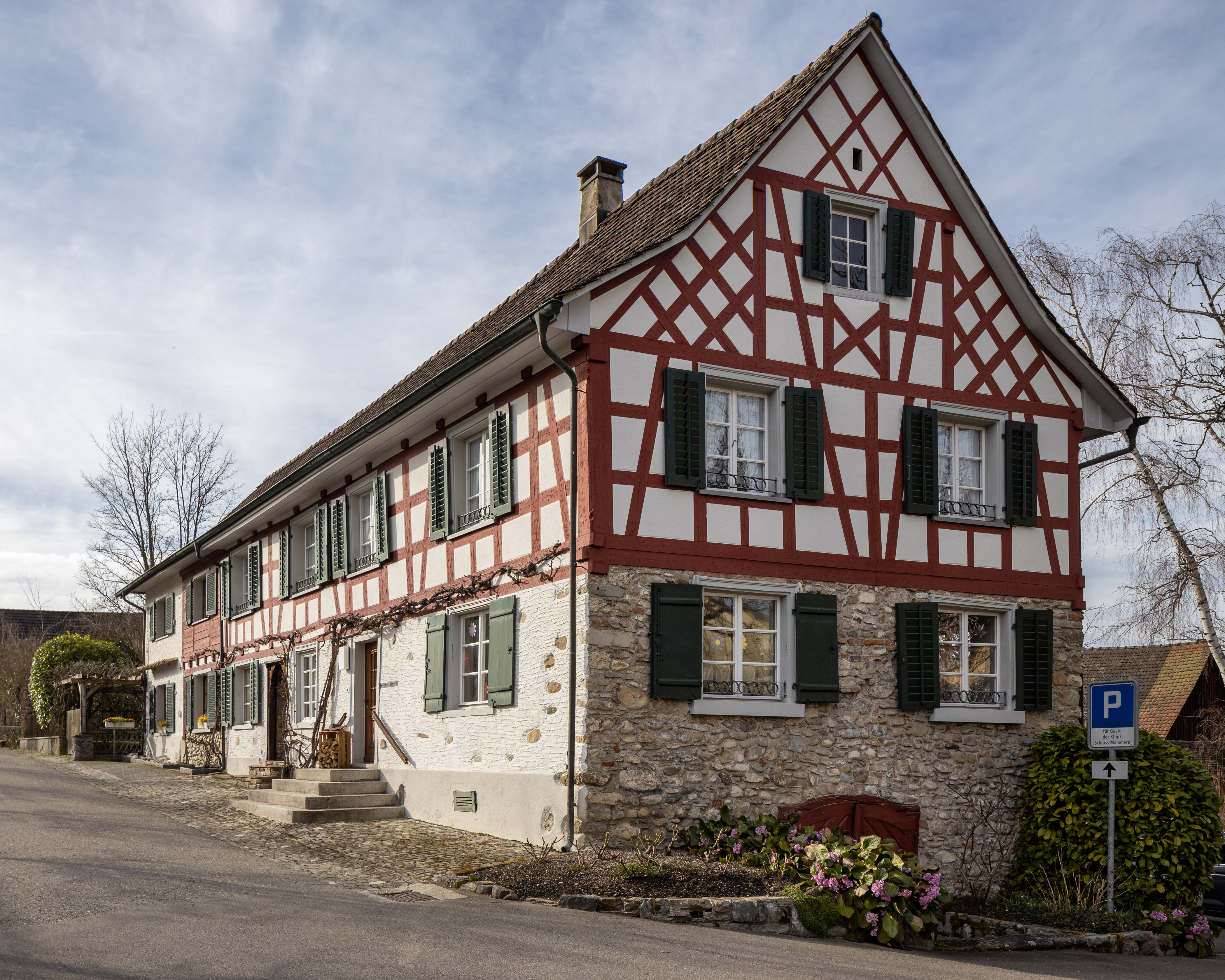
Wohnhaus Dr. A. O. Fleisch-Strasse 1
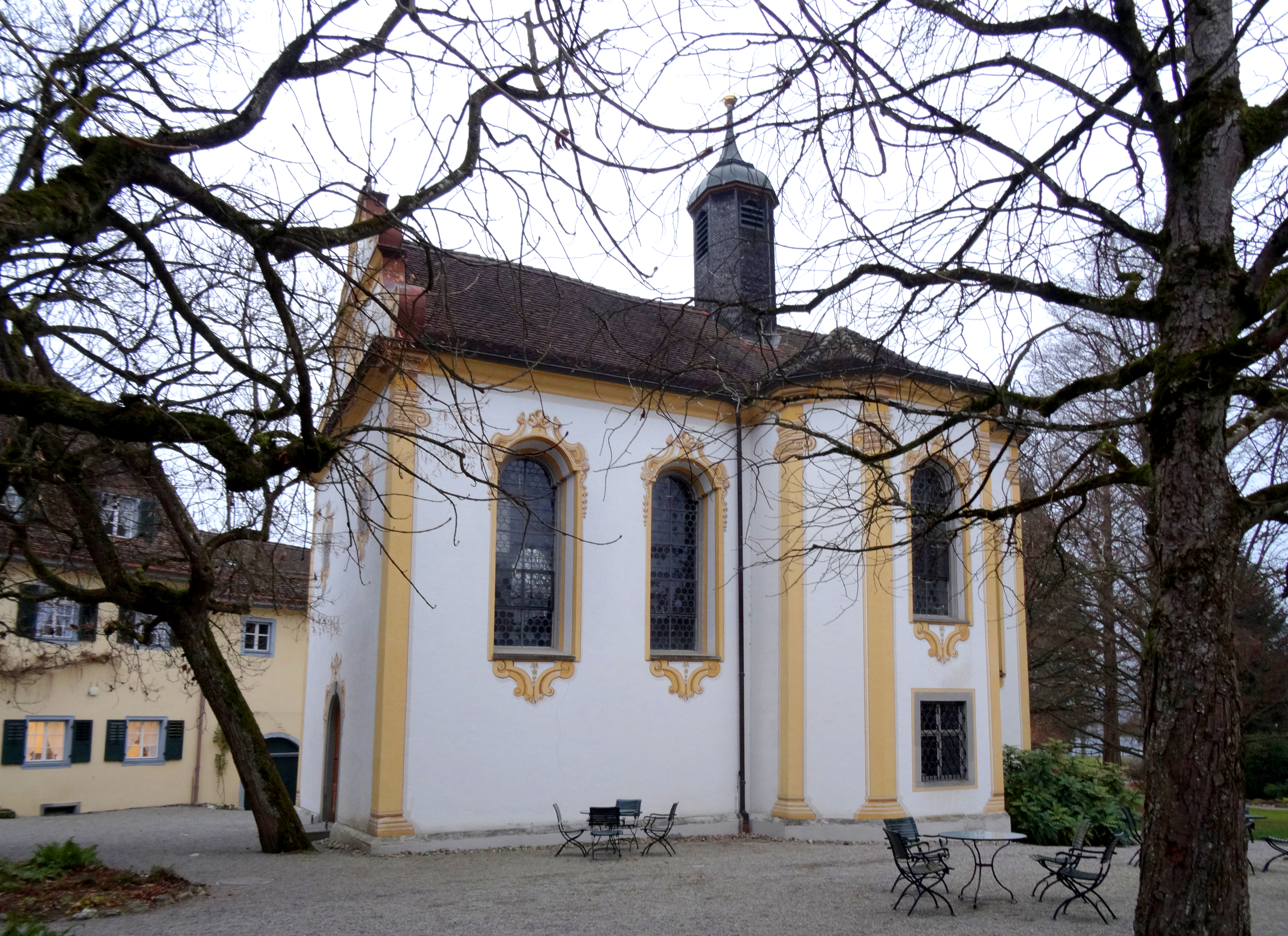
Schlosskapelle
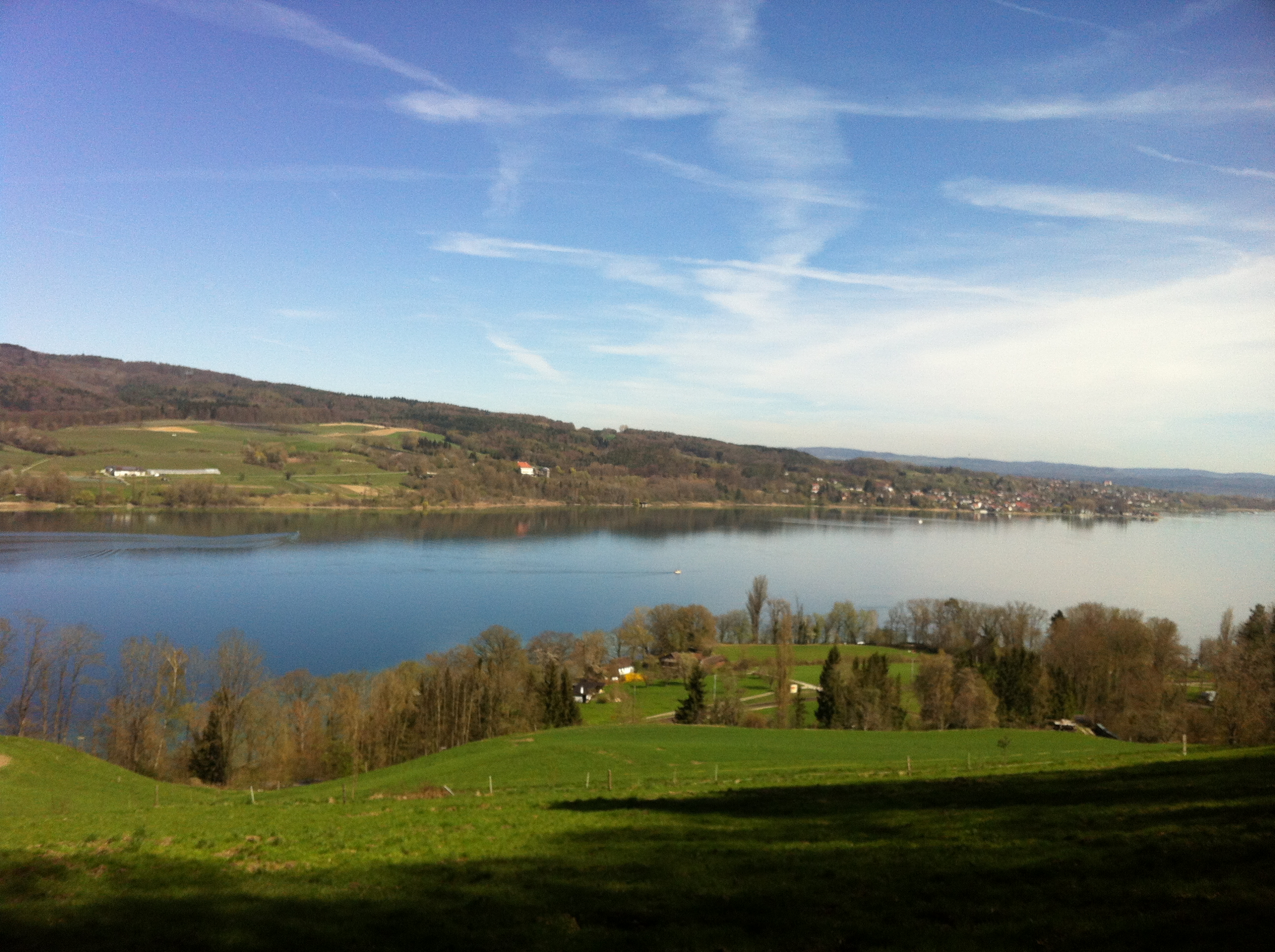
Untersee bei Mammern
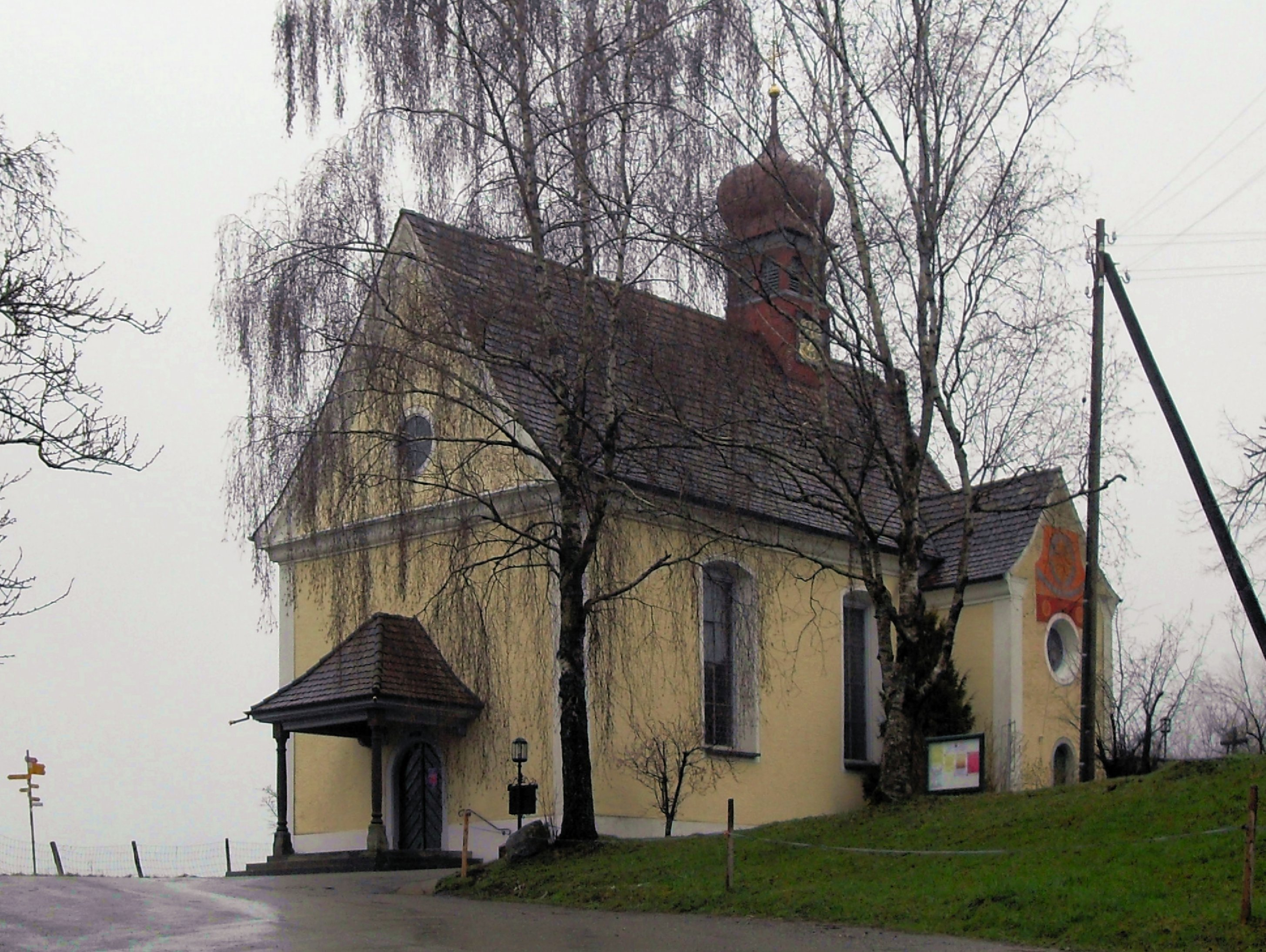
Wallfahrtskirche Mariahilf Klingenzell
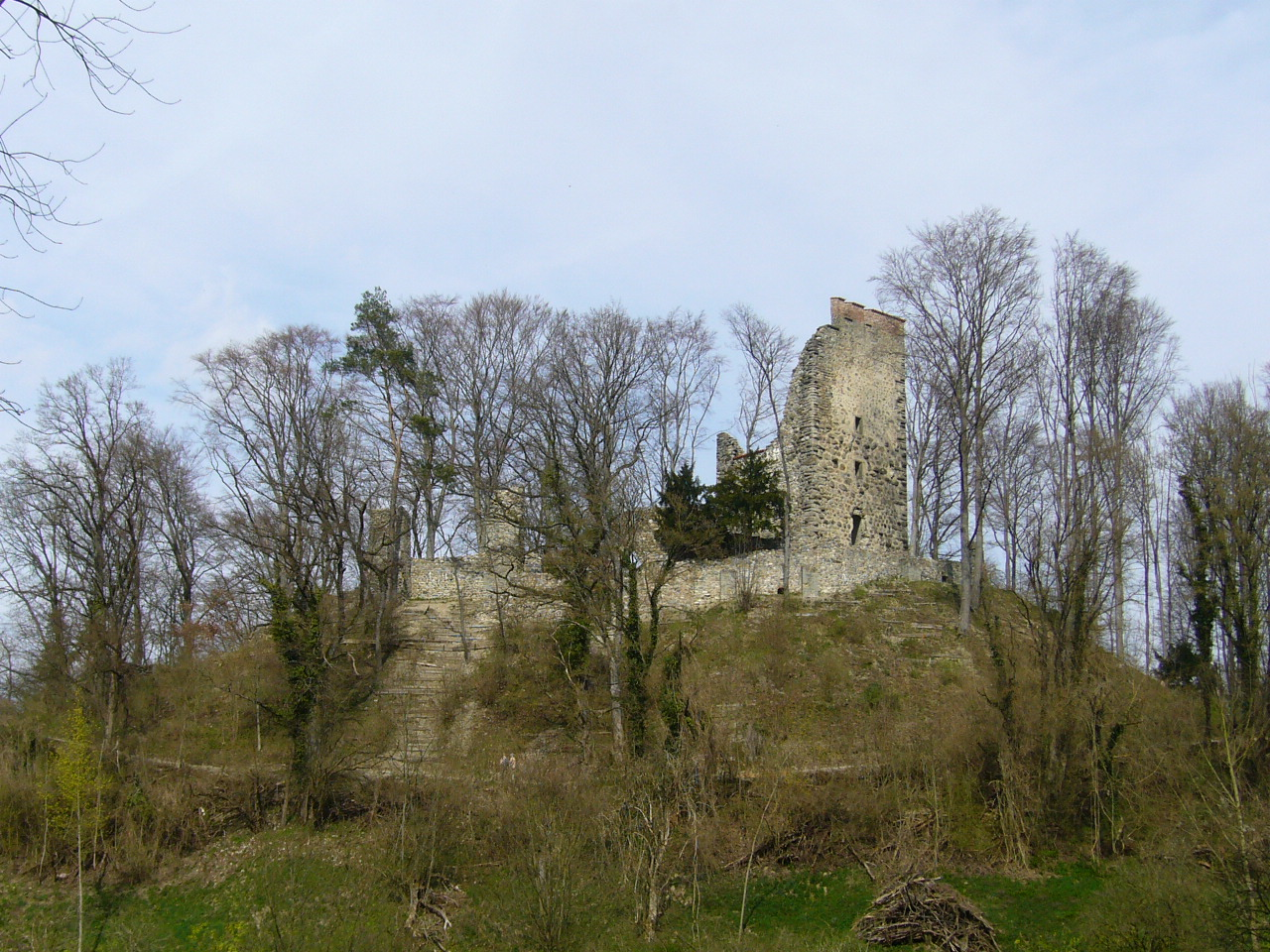
Ruine Neuburg

## Persönlichkeiten
- August Bach (Pädagoge), Schweizer Lehrer und Erzieher (1869–1950)
- Hans Walter von Roll (Adelsgeschlecht), Herr zu Bernau, Neuenburg und Mammern, Ritter St. Stephan (1579–1639)